# جوش روزين
جوش روزين (بالإنجليزية: Josh Rosen)‏ هو مشاهير أمريكي، ولد في 10 فبراير 1997 في مانهاتان بيتش في الولايات المتحدة.

## روابط خارجية
- جوش روزين على موقع إي إس بي إن.كوم (أن.أف.أل)3
- جوش روزين على موقع مرجع كرة القدم المحترفة.كوم (الإنجليزية)